# 岩渕功一
岩渕 功一（いわぶち こういち、1960年 - ）は、日本の社会学者。専門は、カルチュラル・スタディーズ、メディア論、アジアのポピュラー文化論。日本のポピュラー文化のアジアでの生産、流通、消費研究、文化のグローバル化研究で広く世界に知られている。
早稲田大学法学部卒業後、日本テレビ勤務。ウェスタン・シドニー大学で博士号取得。国際基督教大学教養学部助教授、早稲田大学国際教養学術院教授を経て現在モナシュ大学教授。

## 著書

### 単著
- 『トランスナショナル・ジャパン――アジアをつなぐポピュラー文化』（岩波書店, 2001年）
- Recentering Globalization: Popular Culture and Japanese Transnationalism, (Duke University Press, 2002).
- 『文化の対話力――ソフト・パワーとブランド・ナショナリズムを越えて』（日本経済新聞社, 2007年）

### 編著
- 『グローバル・プリズム――「アジアン・ドリーム」 としての日本のテレビドラマ』（平凡社, 2003年）
- Feeling Asian Modernities: Transnational Consumption of Japanese TV Dramas, (Hong Kong University Press, 2004).
- 『越える文化、交錯する境界――トランス・アジアを翔るメディア文化』（山川出版社, 2004年）
- 『多様性との対話――ダイバーシティ推進が見えなくするもの』（青弓社, 2021年）ISBN 978-4-7872-3483-4

### 共編著
- Rogue Flows: Trans-Asian Cultural Traffic, co-edited with Stephen Muecke and Mandy Thomas, (Hong Kong University Press, 2004).
- （多田治・田仲康博）『沖縄に立ちすくむ――大学を越えて深化する知：「ちゅらさん」「ナビィの恋」「モンパチ」から読み解く「沖縄」の文化の政治学』（せりか書房, 2004年）

- East Asian Pop Culture: Analysing the Korean Wave, co-edited with Chua Beng Huat, (Hong Kong University Press, 2007).